# Oiz (mont)
Pour les articles homonymes, voir Oiz.
Le mont Oiz est une montagne culminant à 1 026 m d'altitude dans le massif du même nom. Il est surnommé le « mirador de Biscaye ».
L'Oiz est un des sommets les plus mythiques du territoire historique de Biscaye, au Pays basque (Espagne). Les sommets Oiz et Zengotitagane font partie d'une longue ligne de crêtes dont les eaux vont se jeter dans différents bassins fluviaux : Ibaizabal, Artibai, Lea, Oka et Deba, tous situés sur le versant cantabrique.
Sa situation privilégiée et sa hauteur permettent de contempler un espace particulièrement étendu depuis sa crête et son sommet.

## Géographie
La montagne Oiz possède une silhouette facilement identifiable à longue distance, silhouette accentuée par les hauts pylônes de communications qui sont édifiés sur leur sommet et par la longue rangée d'éoliennes qui parcourt la ligne de crête.
Oiz conserve encore des taillis épars et de la forêt mixte, surtout dans le nord-est et le sud-est. Les plus hauts alpages, totalement déboisés, sont des pâturages pour brebis, chevaux et vaches. La faune sauvage est remarquable également, avec de nombreuses espèces de mammifères comme le sanglier et le chevreuil. De nombreuses espèces d'oiseaux sauvages ont pour aire d'habitat le parc naturel d'Urkiola, tout proche.
Des exemples isolés de houx et d'arbustes comme les bruyères et la myrtille, jalonnent le chemin, qui parfois rocailleux, laisse voir les affleurements d'un sous-sol de pierre de grès, en franc contraste avec les calcaires des montagnes du Durangaldea.
Sur le sommet se trouve un point géodésique de premier ordre.

## Histoire
La ligne de crête d'Oiz représente un des lieux les plus emblématiques de l'histoire de Biscaye et du Pays basque. Pendant une partie de la Préhistoire, ces endroits ont été le lieu de résidence d'une population semi-nomade dont l'activité d'élevage a laissé des traces encore visibles. Elle s'est plus tard rapprochée du fond de vallée jusqu'à la conquérir au début de notre ère. La nécropole de San Juan de Momoitio en est un exemple.
Oiz est une des montagnes bocineros qui servaient à crier pour convoquer la population pour les Fors de Biscaye, depuis lesquelles on effectuait les convocations aux assemblées (Batzarrak en basque) ou assemblées de Guernica. Cet appel se faisait au moyen de feux et d'appels de cors.
Le 19 février 1985 un vol de la compagnie Iberia L.A.E qui faisait le trajet Madrid-Bilbao heurte l'antenne d'Euskal Irrati Telebista (télévision basque), s'abîmant ensuite sur le versant nord. 148 personnes trouvent la mort dans cet accident.

## Légende
Oiz a aussi des mythes et légendes. Mari, dite « la Dame d'Anboto », aurait sa demeure dans la montagne. Une légende raconte que tous les sept ans, Mari se déplace d'Anboto à Oiz, et que le temps, bon ou mauvais, ainsi que les récoltes, abondantes ou faibles, dépendront du lieu où elle se trouve.

## Le parc éolien

### Installation

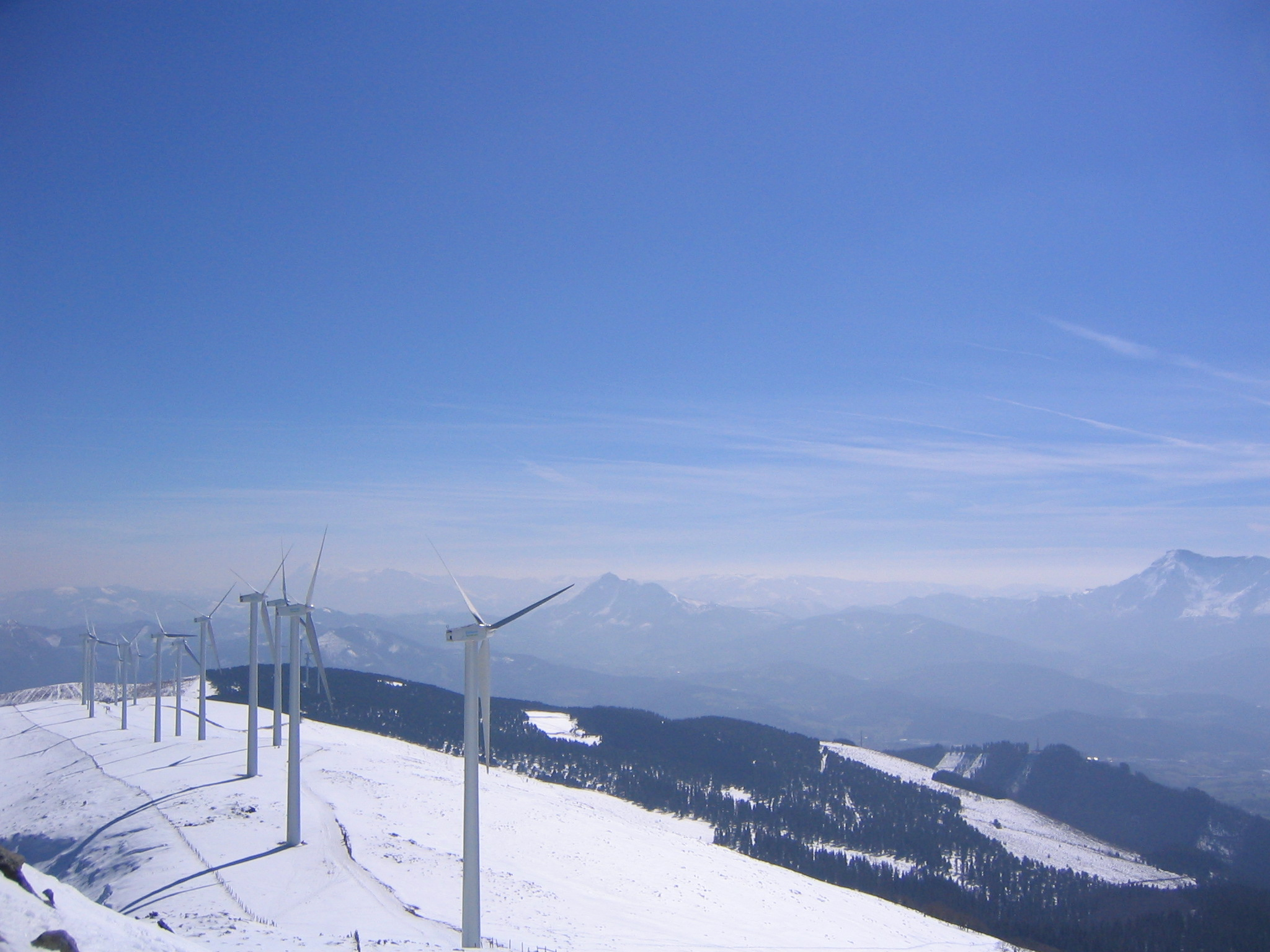
Vue partielle du parc éolien du mont Oiz.

Un parc éolien d'une puissance de 34 MW a été installé sur la montagne Oiz. Ce parc, qui s'étend sur les territoires des communes de Mallabia, Bérriz et de Munitibar, est formé par 40 éoliennes de 850 kW chacune et appartient à l'entreprise Eólicas Euskadi. Il a été le premier parc de génération d'énergie électrique par des moyens éoliens de Biscaye.
Les éoliennes sont orientées selon une direction nord-ouest à sud-est. Il y a trois alignements différents : l'un est constitué de 21 aéro-générateurs, situés à l'est du sommet de l'Oiz, étagés entre 850 m et 965 m d'altitude, suivi d'un autre, de 9 machines génératrices, à une altitude de 770 m. Ces deux alignements ont constitué la première phase de construction du parc qui est entré en service en décembre 2003. Le troisième alignement, composé de 10 aéro-générateurs situés à l'ouest du sommet, est entré en service en août 2007. L'entrée en fonctionnement de la seconde phase a fait du parc éolien d'Oiz la plus grande installation de ce type de Biscaye et la seconde du Pays basque.
Quant à l'implantation des aéro-générateurs on a pris un soin particuliers à respecter différents éléments d'intérêt archéologique et naturel, parmi lesquels le dolmen d'Iturzurigaina et le tumulus de Probazelaiburua I et II, ainsi que quelques éléments de biotopes remarquables (plaines inondables, groupements, végétation singulière, etc.). La ligne de transport de l'électricité produite par chaque générateur, ainsi que les lignes de contrôle de ces derniers, convergent à un poste situé aux alentours de l'emplacement des aéro-générateurs, juste entre les tronçons un et deux. De ce point part une ligne qui court sur 9 km, souterraine sur toute se longueur à l'exception d'un tronçon aérien de 500 m,  et raccorde l'installation au réseau de distribution au niveau de la sous-station que la compagnie Iberdrola possède dans la commune d'Abadiano.
Les éoliennes ont été fournies par l'entreprise Gamesa Eólica et en collaboration avec des entreprises comme Indar, Ormazábal, Alkargo et Etxesa. L'installation de ces dernières a été effectuée par des entreprises locales (Usabiaga et Aldaiturriaga) tandis que l'ouvrage civil du parc a été réalisé par l'entreprise Marquiñarra Gaimaz.
L'ouverture d'une piste de randonnée autour des générateurs, parcourant tout le mont Oiz, complète une série de parcours VTT, interrompus auparavant, ouvrant ainsi de nouveau tracés VTT à fort intérêt sportif, remarquables pour leur engagement.

### Caractéristiques

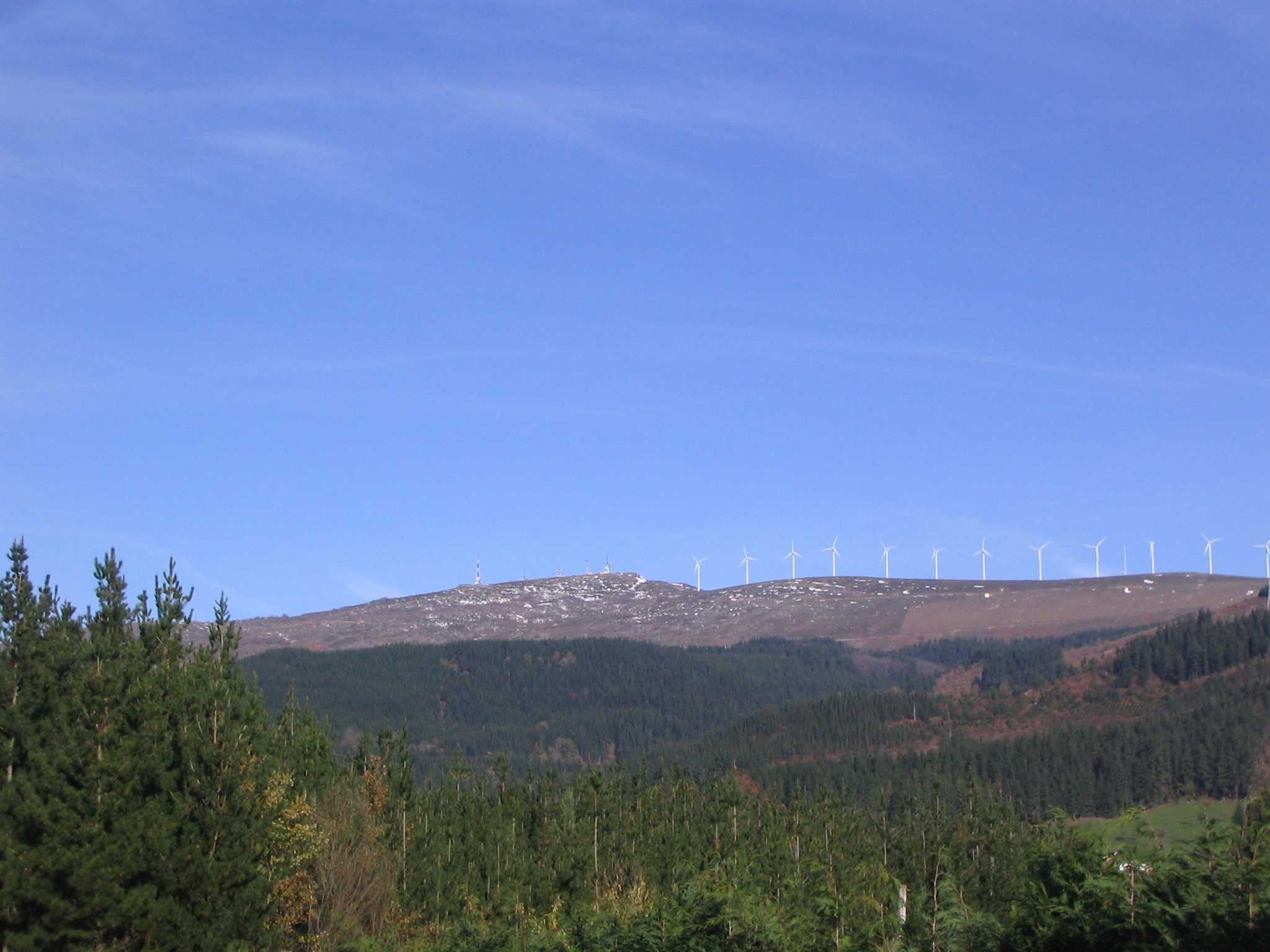
Vue de la face Sud du mont Oiz.

Eólicas Euskadi a commencé à effectuer des mesures des caractéristiques des ressources éoliennes de la montagne Oiz en 1997. Les générateurs sont de la marque Gemesa Eólica, des modèles G58-850 des kW et G58-850 kW, avec une puissance de 850 kW, un poids de 60 tonnes et un diamètre de pales 22 m et de 52 mètres de hauteur. Ils ont une vitesse de démarrage de 4 m/s et une vitesse de coupe de 25 m/s.
La vitesse moyenne du vent dans le parc est de 7,3 m/s. La puissance installée est de 34 MW, avec une production moyenne annuelle équivalente à la consommation de 85 000 foyers. L'investissement effectué a été, pour la première phase, de 23 millions d'euros et pour la deuxième de 8,5 millions.

## Ascensions

### Itinéraires
Depuis la route qui serpente sur le versant ouest du massif et où se trouve le mirador appelé Bizkaiko Talaia (« balcon de Biscaye »), une piste bien signalisée marque l'itinéraire vers Oiz (1 029 m) par la colline de Donesolo (550 m) pour monter en direction du passage d'Arreseburu (798 m) où se trouve l'ermitage de San Cristóbal et où se fait la jonction avec la piste de la montagne Oiz.
D'autres accès remarquables par le versant nord sont Ziortza (307 m) ou le col de Gontzegarai (360 m). Dans ce dernier cas une piste arrive jusqu'à celle du col et ferme Kortaguren (595 m) en remontant directement la montagne depuis ce point.
Par le versant est, l'ascension s'effectue depuis le col de Trabakua (405 m) par la colline de Zengotitagana (812 m) pour relier la lomada Oriental de la montagne Oiz.

### Temps d'accès
- Durango (3 h 30 min) par Sarrimendi
- Garai (3 h), par la piste d'Oiz
- Balcon de Biscaye (1 h 30 min)
- Col de Trabakua (1 h 30 min)

## Cyclisme
Le Balcon de Biscaye (925 m) marque l'arrivée de la 17e étape du Tour d'Espagne 2018 avec une montée à forte déclivité classée en première catégorie, que le Canadien Michael Woods conclut en tête, au terme d'une échappée dans le brouillard.